# Reggenza di Malinau
La reggenza di Malinau (in indonesiano: Kabupaten Malinau) è una reggenza dell'Indonesia, situata nella provincia di Kalimantan Settentrionale.